# 撒哈拉民族主义
撒哈拉民族主义（阿拉伯语：القومية الصحراوية）是一种政治意识形态，主张西撒哈拉的原住民撒哈拉人拥有自决权。其主要代表组织是波利萨里奥阵线。该意识形态起初是对1958年起西班牙殖民政策的反应，随后又针对1975年毛里塔尼亚和摩洛哥的入侵而发展。
其主要对立意识形态包括西班牙殖民主义（西属撒哈拉，1884年—1975年）、毛里塔尼亚领土收复主义（西提里斯，1975年—1979年）、摩洛哥领土收复主义（南方省份，1975年至今）和泛阿拉伯主义。